# Herminie Templeton Kavanagh
Herminie Templeton Kavanagh (* 1861 in Aldershot, Hampshire; † 30. Oktober 1933 in Chicago, Illinois) war eine englische Schriftstellerin mit irischen Wurzeln.

## Leben
Über Kindheit und Jugend von Kavanagh gibt es kaum gesicherte Daten. Sie war die Tochter des irischstämmigen Offiziers George McGibney. Durch dessen  berufsbedingten Versetzungen lebte sie nacheinander in mehreren Garnisonsstädten Großbritanniens.
Kavanagh heiratet den Kaufmann John Templeton († 1907), mit dem sie bald nach der Heirat in die USA ging und sich in Chicago niederließ. 1893 wurde sie von ihrem Ehemann verlassen. Um ihren Lebensunterhalt zu verdienen, ging Kavanagh nach New York und machte dort die Bekanntschaft von S. S. McClure, der gerade dabei war, seine erste Zeitschrift – McClure’s Magazine – zu gründen. Sie begann dafür ihre ersten Erzählungen und Kurzgeschichten zu schreiben, mit denen sie von Anfang an Erfolg hatte. Über McClure machte Kavanagh u. a. auch die Bekanntschaft von Frank Nelson Doubleday, in dessen Buchverlag später ihre Geschichten veröffentlicht wurden.
Alle ihre Erzählungen stammen in irgendeiner Form aus der irischen Mythologie (→Leprechaun). Im Frühjahr 1907 reiste Kavanagh nach Irland, um dort weitere Märchen, Legenden und Sagen zu sammeln, für weitere Bearbeitungen. Auf einem dieser Ausflüge machte sie die Bekanntschaft des US-amerikanischen Juristen Marcus Kavanagh (1859–1937), der sich gerade auf einer ausgedehnten Rundreise durch Europa befand.
Zur Eheschließung der Kavanaghs gibt es widersprüchliche Angaben: am 19. August 1908 heirateten die beiden in Dublin (Irland) bzw. zum selben Datum in Des Moines, Iowa. Noch im selben Jahr wurde Marcus Kavanagh zum Richter im Cook County (Illinois) berufen. Dieses Amt hatte er bis 1935 inne. Das Ehepaar lebte in einem Vorort von Chicago und zeitweilig auch in Ocean Grove (New Jersey), wo die Familie Kavanagh ein Anwesen besaß.
Mit über 70 Jahren starb Herminie Templeton Kavanagh 1933 in Chicago und fand ihre letzte Ruhestätte auf dem Woodlawn Cemetery (Bronx, New York). Ihre Grabstelle schmückt ein großes keltisches Kreuz.
Als Walt Disney die Darby O’Gill-Erzählungen begeistert gelesen hatte, beauftragte seine Firma 1959 den Regisseur Robert Stevenson mit deren Verfilmung.

## Werke (Auswahl)
Erzählungen
- Darby O’Gill and the good people. 1903 (EA als Fortsetzung in „McClure’s Magazine“)
- Ashes of old wishes and other Darby O’Gill Tales. 1926.

Theaterstücke
- The Color Sergeant. 1903.
- Swift-wing of the Cherokee. 1903.

## Verfilmung
- Das Geheimnis der verwunschenen Höhle. USA 1959.